# La Chapelle-de-Brain
Pour les articles homonymes, voir La Chapelle et Brain.
La Chapelle-de-Brain est une commune française située dans le département d'Ille-et-Vilaine, en région Bretagne.

## Géographie

### Communes limitrophes
|                          | Renac                | Langon                    |
|                          | La Chapelle-de-Brain |                           |
| Avessac Loire-Atlantique |                      | Massérac Loire-Atlantique |

### Hydrographie
Pour un article plus général, voir Réseau hydrographique d'Ille-et-Vilaine.
La commune est située dans le bassin Loire-Bretagne. Elle est drainée par la Vilaine, le ruisseau de la Morgande, un bras de la vilaine, les Sauvers, le ruisseau de la Mare à praveau, le ruisseau du Blorset, et un autre petit cours d'eau,.
La Vilaine, d'une longueur de 218 km, prend sa source dans la commune de Juvigné et se jette  dans l'Océan Atlantique à Camoël, après avoir traversé 56 communes. 

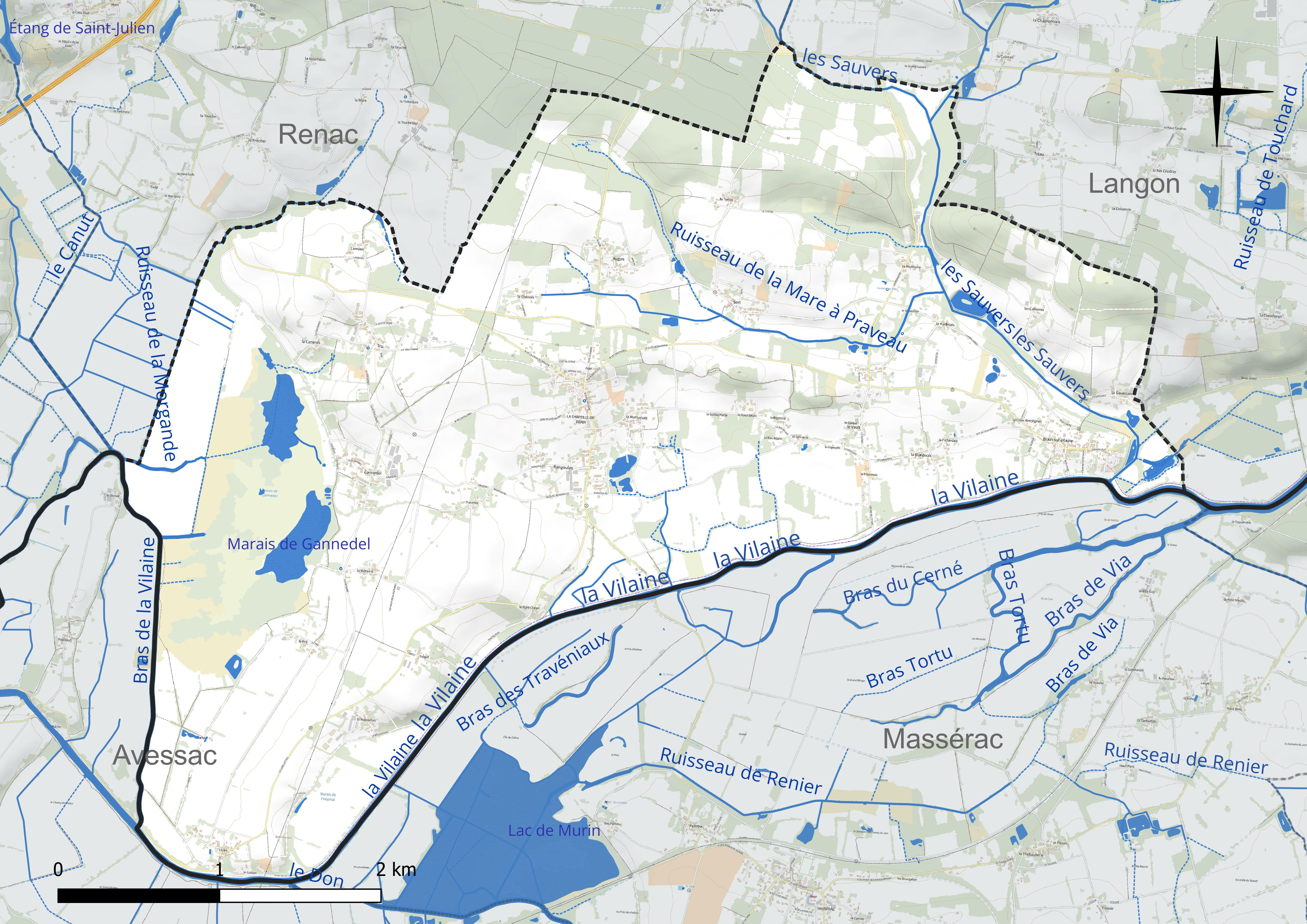
Réseau hydrographique de la La Chapelle-de-Brain.

Un plan d'eau complète le réseau hydrographique : le marais de Gannedel (19,73 ha),.

### Climat
Pour des articles plus généraux, voir Climat de la Bretagne et Climat d'Ille-et-Vilaine.
En 2010, le climat de la commune est de type climat océanique franc, selon une étude du CNRS s'appuyant sur une série de données couvrant la période 1971-2000. En 2020, Météo-France publie une typologie des climats de la France métropolitaine dans laquelle la commune est exposée à un climat océanique et est dans la région climatique  Bretagne orientale et méridionale, Pays nantais, Vendée, caractérisée par une faible pluviométrie en été et une bonne insolation. Parallèlement l'observatoire de l'environnement en Bretagne publie en 2020 un zonage climatique de la région Bretagne, s'appuyant sur des données de Météo-France de 2009. La commune est, selon ce zonage, dans la zone « Sud Est », avec des étés relativement chauds et ensoleillés.  
Pour la période 1971-2000, la température annuelle moyenne est de 11,9 °C, avec une amplitude thermique annuelle de 13,1 °C. Le cumul annuel moyen de précipitations est de 793 mm, avec 12,7 jours de précipitations en janvier et 6,2 jours en juillet. Pour la période 1991-2020, la température moyenne annuelle observée sur la station météorologique la plus proche, située sur la commune de La Noë-Blanche à 19 km à vol d'oiseau, est de 12,2 °C et le cumul annuel moyen de précipitations est de 780,5 mm,. Pour l'avenir, les paramètres climatiques de la commune estimés pour 2050 selon différents scénarios d'émission de gaz à effet de serre sont consultables sur un site dédié publié par Météo-France en novembre 2022.

## Urbanisme

### Typologie
Au 1er janvier 2024, La Chapelle-de-Brain est catégorisée commune rurale à habitat dispersé, selon la nouvelle grille communale de densité à sept niveaux définie par l'Insee en 2022.
Elle est située hors unité urbaine. Par ailleurs la commune fait partie de l'aire d'attraction de Redon, dont elle est une commune de la couronne,. Cette aire, qui regroupe 22 communes, est catégorisée dans les aires de moins de 50 000 habitants,.

### Occupation des sols
L'occupation des sols de la commune, telle qu'elle ressort de la base de données européenne d'occupation biophysique des sols Corine Land Cover (CLC), est marquée par l'importance des territoires agricoles (80,3 % en 2018), une proportion identique à celle de 1990 (80,3 %). La répartition détaillée en 2018 est la suivante : zones agricoles hétérogènes (46,1 %), terres arables (25,7 %), forêts (10,4 %), prairies (8,5 %), zones humides intérieures (7,3 %), zones urbanisées (2 %). L'évolution de l'occupation des sols de la commune et de ses infrastructures peut être observée sur les différentes représentations cartographiques du territoire : la carte de Cassini (XVIIIe siècle), la carte d'état-major (1820-1866) et les cartes ou photos aériennes de l'IGN pour la période actuelle (1950 à aujourd'hui).

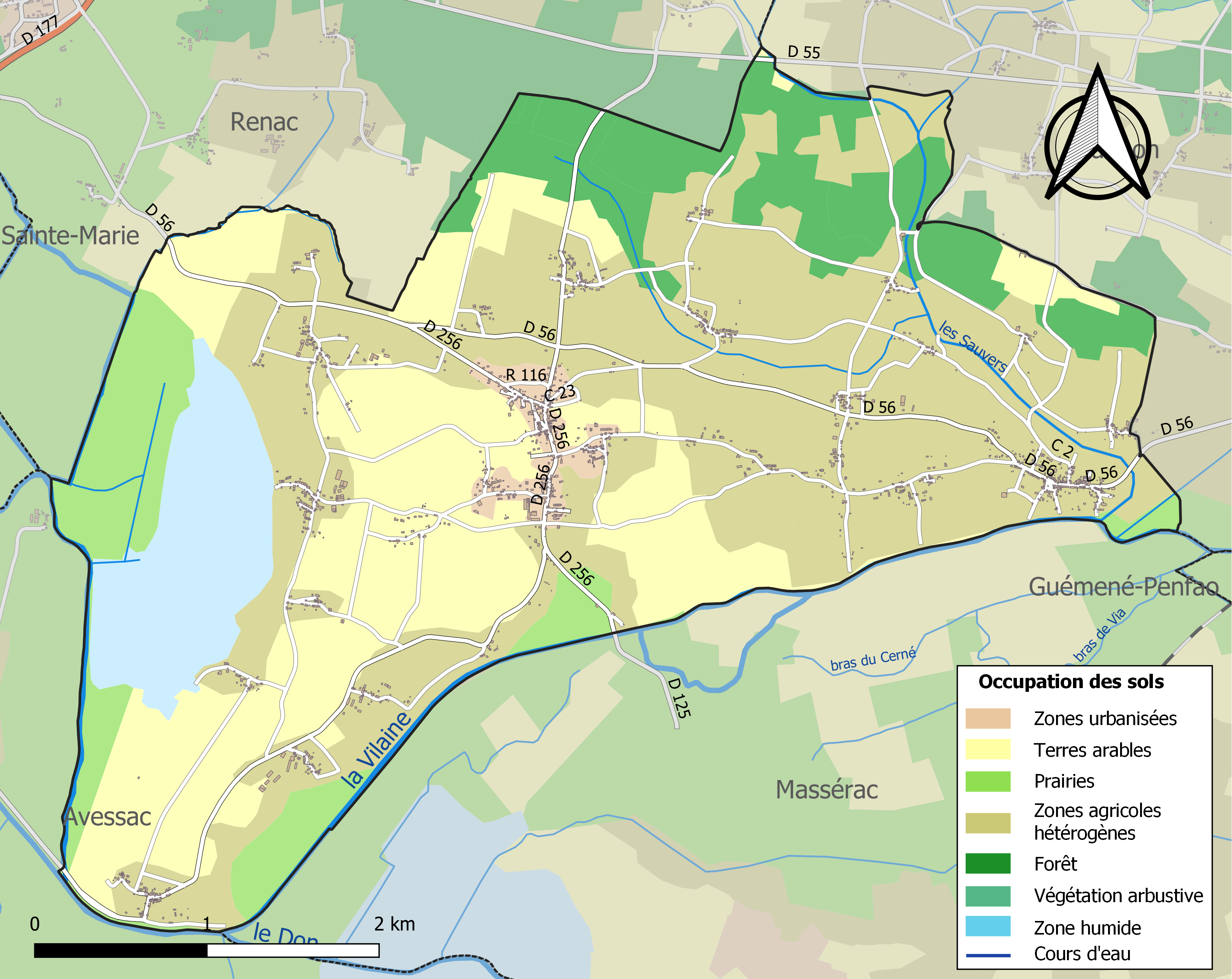
Carte des infrastructures et de l'occupation des sols de la commune en 2018 (CLC).

## Toponymie
Attesté sous les formes Brinum en 1148, Brain en 1238, Breyn en 1427, Brain sur Vilaine en 1958.
Ce toponyme devrait son nom à un surnom d'homme gaulois Brannos surnom inspiré du nom du corbeau.

## Histoire
- En 1875, la commune de La Chapelle-Saint-Melaine est créée par démembrement de la commune de Brain.
- En 1958, le nom de la commune de Brain a été modifié en Brain-sur-Vilaine.
- En 1976, Brain-sur-Vilaine et La Chapelle-Saint-Melaine fusionnent. Le nom de la nouvelle commune ainsi créée sera La Chapelle-de-Brain.

## Politique et administration
| Période                                  | Période        | Identité         | Étiquette      | Qualité                                                     |
| ---------------------------------------- | -------------- | ---------------- | -------------- | ----------------------------------------------------------- |
| 1977                                     | 1995           | Jean Senand      | -              | -                                                           |
| 1995                                     | 2 juillet 2020 | Dominique Julaud | UDF > AC > UDI | Préparateur en pharmacie - Conseiller général (2007 - 2009) |
| 2 juillet 2020                           | En cours       | Yohann Morisot   |                |                                                             |
| Les données manquantes sont à compléter. |                |                  |                |                                                             |

## Démographie
L'évolution du nombre d'habitants est connue à travers les recensements de la population effectués dans la commune depuis 1876. Pour les communes de moins de 10 000 habitants, une enquête de recensement portant sur toute la population est réalisée tous les cinq ans, les populations de référence des années intermédiaires étant quant à elles estimées par interpolation ou extrapolation. Pour la commune, le premier recensement exhaustif entrant dans le cadre du nouveau dispositif a été réalisé en 2006.

En 2022, la commune comptait 1 107 habitants, en évolution de +15,67 % par rapport à 2016 (Ille-et-Vilaine : +5,46 %, France hors Mayotte : +2,11 %).
| 1876  | 1881  | 1886  | 1891  | 1896  | 1901  | 1906  | 1911  | 1921  |
| ----- | ----- | ----- | ----- | ----- | ----- | ----- | ----- | ----- |
| 1 357 | 1 402 | 1 410 | 1 446 | 1 435 | 1 393 | 1 378 | 1 320 | 1 175 |

| 1926  | 1931  | 1936  | 1946 | 1954 | 1962 | 1968 | 1975 | 1982 |
| ----- | ----- | ----- | ---- | ---- | ---- | ---- | ---- | ---- |
| 1 131 | 1 149 | 1 079 | 931  | 826  | 742  | 701  | 670  | 909  |

| 1990 | 1999 | 2006 | 2011 | 2016 | 2021  | 2022  | - | - |
| ---- | ---- | ---- | ---- | ---- | ----- | ----- | - | - |
| 887  | 838  | 919  | 972  | 957  | 1 065 | 1 107 | - | - |

## Lieux et monuments
- Le moulin à vent du village de Tru, construit au XIXe siècle, a été inscrit monument historique par arrêté du 24 mai 1974[27].
- Le marais de Gannedel, exemple type de marais eutrophes[28], entretenu en partie par le pâturage de chevaux mulassiers du Poitou.
- L'église Saint-Melaine à La Chapelle-Saint-Melaine, chapelle construite en 1823, devenue église paroissiale en 1839. Une tour-clocher est ajoutée par Arthur Regnault en 1908[29].
- L'église Saint-Melaine à Brain-sur-Vilaine, elle possède un chevet droit roman à contreforts plats et a été remaniée aux XVe et XVIIe siècles. Le clocher-porche a été ajouté en 1921 par Hyacinthe Perrin[30].
- Un dolmen détruit depuis le XIXe siècle, le dolmen de Vault, existait près du village du même nom.
- https://imagina.com/

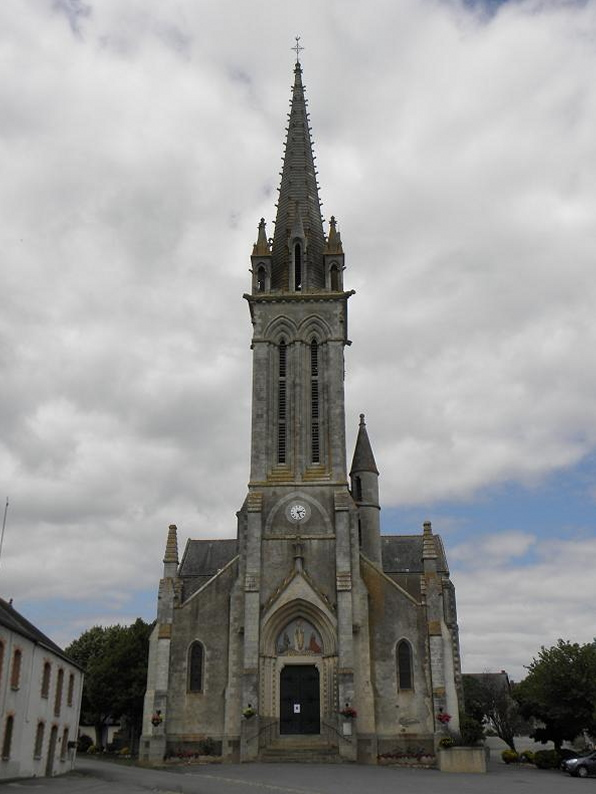
L'église Saint-Melaine à La Chapelle-Saint-Melaine.
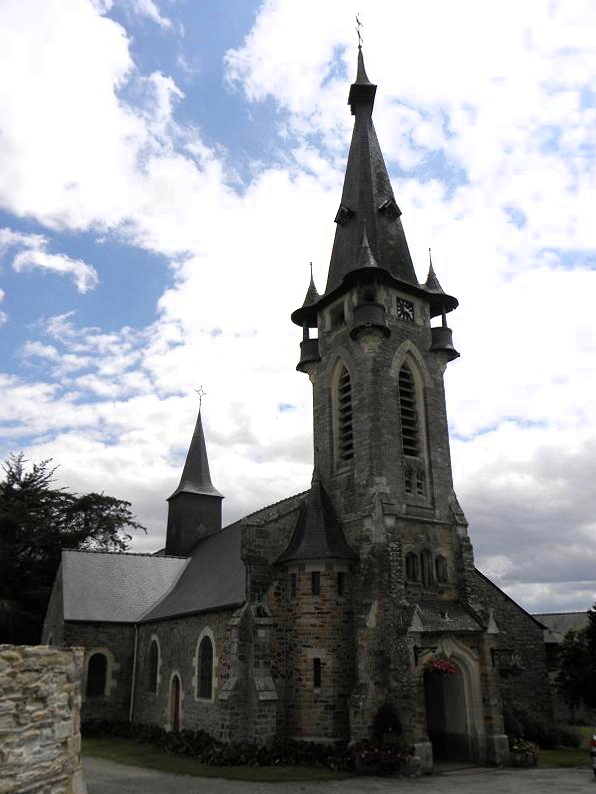
L'église Saint-Melaine à Brain-sur-Vilaine.

## Personnalités liées à la commune
La commune de La Chapelle Saint-Melaine tient son nom de Saint Melaine, né vers 456 dans le village. En 505, Melaine devient le premier évêque de Rennes.